# Huixtla
Huixtla es una localidad del estado de Chiapas, en el sur de México cabecera del municipio homónimo. Está ubicada en la posición 15°8′19″N 92°27′53″O / 15.13861, -92.46472, a una altitud de 48 m s. n. m.

## Toponimia
El nombre Huixtla proviene del náhuatl y se traduce como "lugar en donde abundan las espinas". Cecilio Robelo, en su obra «Toponimia Tarasco-Hispano-Nahoa» asocia la traducción «lugar de espinas» al topónimo Huitzcolotla o Huitztla.

## Demografía
Cuenta con 32 109 habitantes lo que representa un incremento promedio de 0.02% anual en el período 2010-2020 sobre la base de los 32 038 habitantes registrados en el censo anterior. Ocupa una superficie de 9.111 km², lo que determina al año 2020 una densidad de 3524 hab/km².
| Gráfica de evolución demográfica de Huixtla entre 2000 y 2020     |
|                                                                   |
| Fuente: Instituto Nacional de Estadística Geografía e Informática |

En el año 2010 estaba clasificada como una localidad de grado medio de vulnerabilidad social.
La población de Huixtla está mayoritariamente alfabetizada (4.78% de personas analfabetas al año 2020) con un grado de escolarización en torno de los 9 años. Solo el 1.14% de la población es indígena.